# Günter Bubbnik
Günter Bubbnik (* 12. April 1980 in Wien) ist ein österreichischer Schauspieler.
Von 2001 bis 2002 absolvierte Günter Bubbnik eine Ausbildung am Gustav Mahler Konservatorium Wien. Von 2002 bis 2005 lernte er an der Schauspielschule Krauss in Wien. Außerdem hat er seit 2001 eine Sologesangs-Ausbildung.
Seit 2003 war er in Österreich am Theater tätig, so im dietheater Künstlerhaus in Wien und beim europäischen Jugend Theater Projekt Shakespeare in Styria in Murau. 
Durch seine Rolle Sebastian Becker, in der er bis Dezember 2008 in der ZDF-Telenovela Wege zum Glück zu sehen war, wurde er einem größeren Publikum bekannt. Im Oktober 2011 spielte er in Sturm der Liebe die Gastrolle David Kupferschmidt; von Februar bis März 2013 trat er dort abermals auf, nun als Chefportier Tobias Blume.

## Filmografie
- 2004: Trautmann (TV-Serie)
- 2005: In My Thoughts (Kurzfilm)
- 2005: Ausziehen (Diplom-Film der Filmakademie Wien)
- 2005: Vienna Calling (Pilotfilm)
- 2007: Underneath the Surface (Kino-Kurzfilm)
- 2007: Die toten Körper der Lebenden
- 2007–2008: Wege zum Glück
- 2011: Sturm der Liebe
- 2011: SOKO 5113 – In dubio pro Leo?
- 2012: Herzflimmern – Die Klinik am See
- 2012: The Tragedy of Macbeth
- 2013: Sturm der Liebe
- 2014: Die Lüge
- 2014: Grand Hotel
- 2015: In Gefahr
- 2015: SOKO Kitzbühel
- 2015: Hotel Imperial
- 2016: Tatsache Mord?
- 2016: Rosenheim-Cops
- 2017: Hubert und Staller
- 2017: Der Alte
- 2018: Ein wilder Sommer – Die Wachausaga
- 2018: Amokspiel
- 2019: Die Rosenheim-Cops
- 2020: SOKO Kitzbühel: Advantage König
- 2022: Taktik

## Theater (Auswahl)
- Amnesty (2003) (dietheater Künstlerhaus)
- Des Meeres und der Liebe Wellen (2004) (Schauspielschule Krauss)
- Liebe im Zeichen des Krieges (2004) (Theater Spielraum, Wien)
- Die lustigen Weiber von Windsor (2005) (Shakespeare in Styria)
- Der Sturm (2006) (Shakespeare in Styria)
- Venedig im Schnee (2007) (Innsbrucker Kellertheater)